# MOMOSE
MOMOSE（ももせ、5月16日 - ）は、愛知県名古屋市桶狭間出身 NY移住　ジャズシンガー、 ソングライター、サウンドプロデューサーである。

## 経歴
愛知県名古屋市出身。幼少よりクラシックピアノ教育を受け、小学3年の時、地元名古屋テレビ主催の子供音楽コンクールのピアノ部門にて優勝。中学3年の文化祭で友人と組んだアコースティックバンドをきっかけに、人前でピアノを弾きながら歌う楽しさに目覚め作詞作曲を始める。
高校3年の時、第30回ヤマハポピュラーソングコンテスト（通称：ポプコン）中部北陸大会で入賞。財団法人ヤマハから作詞家としてのデビューオファーを断り、地元でオルジナル楽曲中心のライブ活動を開始。その数年後、単独上京。仮歌シンガーの仕事とバイト貯金を元手に1992年にニューヨークへ単身音楽留学。アッパーウエストのアパートを拠点に、楽曲作りボーカルトレーニングを経て帰国後、田辺音楽出版主催「ドラスティックとらばーゆオーディション」をきっかけに作詞作曲家としてデビュー。K-dush専属作家として数々のアーティストへ楽曲を提供したほか、コンサートツアー、レコーディングなどバックミュージュシャンとしてのサポート活動を経て、1997年にCELLレーベルよりアーティストとしてメジャーデビュー。以後、5年タームで3枚のオルジナルアルバムをリリース。
2003年に再び渡米しニューヨーク移住。作詞・作曲家、ボーカリスト及びサウンドプロデューサーとして活動している。サウンドパートナーは、大澤誉志幸、鈴木聖美、T.M.Revolution、小比類巻かほる中島美嘉等、数々のサポートアレンジャー＆キーボーディストで知られる青木庸和。

## 略歴
1994年　田辺音楽出版主催のオーディション最終選考審査をきっかけにアワーソングス専属作家契約。
1995年　歌手、女優、アーティストなどへの作品提供、レコーディング、バッキングコーラスなどで活動。
1997年　CELLレーベル（ビクター）に移籍、ファーストアルバム「花になりたい細胞」をリリース。
2002年、日本語の歌詞による完全オリジナルジャズボーカルアルバム『DOOR』を発売。ライブ活動を展開。サポートメンバーは鎌田清(Drums)、澤田浩史(Bass)、三四朗(Sax)、明治音吉(Pf,Key)。
2003年、ニューヨーク移住。専属ボイストレーナーに指示、ボイスレッスン＆ジャムセッション活動に入る。
2006年、3rdアルバム「THE　CABARET」リリース（アルバムは限定日本盤のみ）。プロデュースにグラミー賞を受賞したAORバンド「スタッフ2」のバンドリーダー、キーボーディストのジミー・アレン・スミス、スティーヴィー・ワンダー、ナンシー・ウィルソンなどのバッキングボーカルを勤めたベヴァーリー・ハンショウによるサウンドプロデュース＆コーラスアレンジ。
2011年　全米リリース第2弾　For tsunami japan アルバムとして4thアルバム「I'm Japanese Mother」　をリリース。
2013年帰国後　育児期間中、音楽活動一時休止
2020年　シンガー活動復帰
同年Covid-19　シングル「The good life」再リリース
2021年　オリジナルシングル「太陽と月の恋」[君と僕の春の歌」「yakisoba」リリース
MOMOSEJAZZ Ok-hazamaband結成　横浜みなとみらい公認ストリートバンドとして活動　
各地ジャズフェス活動

## エピソード
- 2001年、小田和正のツアーギタリスト稲葉政弘、平松まゆきがコーラスを勤めるライブに飛び入りセッション参加。
- 2005年、ニューヨーク郊外ライブセッションで歌ったNY STATE OF MINDでスタンディングオベーションを得る。
- 実弟は全力ウサギの原作者でイラストレーターイケダケイ

## 作品提供
平松まゆき／日本コロムビア

『Kira Kira』（アルバム「Sweet Soul Transistor」より）

作詞・亜伊林／作曲・MOMOSE／編曲・小西孝雄
TBSラジオ・1993年10月 - 1995年10月
シングル

- ICEBOXBABY

『恋はアラカルト』（ICEBOX BABY　森永CMソング　タイアップ）

作詞・大本友子/作曲・MOMOSE/編曲・佐橋佳幸
- ICEBOXBABY

中部北陸地区　TVエンディングテーマ

『恋とエステと英会話』　（ICEBOXBABY　森永CMソングシリーズ第2弾）

作詞・平松まゆき/作曲・MOMOSE/編曲・澤近泰輔
アルバム

- ICEBOXBABY

『二人の夏曜日』(日本コロムビア1995年7月7日)
中山美穂／キングレコード

コンサートツアー『f』のバッキングボーカル、コーラスアレンジ

及びレコーディングに参加。フジTV　HEY HEY HEY、NHK POP JAM等に出演。
ジョン・ロビンソン／エイベックス

アルバム『サバイバー』訳詞提供
その他SMAP、嵐、KinKi Kids、NES、雛形あきこ、関谷真美、ミューア等、メジャーインディー問わず、サウンドプロデュースから楽曲提供、バッキングコーラス、コーラスアレンジまで幅広い仕事をこなす。

## ディスコグラフィー
- 1st Album 『花になりたい細胞』 1997年9月15日 発売元 - CELL LABEL

1. 話したいことがある
2. うそつき
3. 普通ってなあに？
4. 一緒に暮らしましょ
5. 大人はみんな忙しい
6. 地軸な女
7. 病気に注意
8. 性格の不一致
9. どうかしてるかも
10. 実家に帰ろうよ（98.1 テレビ朝日系全国ネット「ふるさと紀行」エンディングテーマ）

- 2nd Album 『Door』 2004年3月15日 発売元 - CANDS MUSIC

1. Door
2. 満月の花
3. 壁の薄いアパート
4. FADE
5. オカシイのは貴方
6. Powder Room
7. 散歩に行こうよ
8. ローズマリーマルシェ
9. アタシが愛した男達
10. 私の名前

- 3rd Album 『The Cabaret』2006年3月15日 発売元 - CD BABY USA（アルバムは限定日本盤のみ）

1. Opening/I Will Wait For You
2. A Day in the Life of a Fool
3. Willow Weep For Me
4. Gee Baby Ain't I Good to You
5. Mean to Me
6. This Masquerade
7. Cry Me a River
8. Who Can I Turn To
9. God Bless the Child
10. I'll Be Seeing You
11. I Will Wait For You

ゲストキーボードにグラミー賞を受賞したAORバンド「スタッフ2」のバンドリーダーであるキーボディスト、ジェームズ・アラン・スミス、

また、スティービー・ワンダー、ナンシー・ウィルソンなどのバッキングボーカルを務めたベヴァーリー・ハンショウがサウンドプロデュース＆コーラスアレンジを担当。

2009年にAmazon.com、iTunesによるダウンロード全米販売。

- 4th Album  『I'm a Japanese Mother』 2011年9月14日 発売元 - CD BABY USA ダウンロード全米販売

1. YOITOMAKE NO UTA
2. TAKEDA NO KOMORIUTA
3. CLOSE TO YOU
4. RINGO OIWAKE 2011 with 猫沢エミ
5. AMEFURI KUMANOKO with sons
6. YOU ARE MY SUNSHINE
7. The good life

2011　For tsunami japan アルバムとして9月14日全米リリース。

日本の母をテーマに日米の名曲をカヴァー。

4曲目　RINGO OIWAKE 2011は猫沢エミとのフランス語の語りによるコラボ＆ドネイトソング。

・JAZZ シングルリリース
MOMOSE Tunecore配信
2020年　Covid-19　シングル「The good life」再リリース
8月リリース　シングル「Moon dance」
・オリジナル シングルリリース
MOMOSE Tunecore配信
2021年　オリジナルシングルリリース　
「太陽と月の恋」
「君と僕の春の歌」
「Yakisoba」
2023年 11.11　ジャズｱﾙﾊﾞﾑ 「Hanter’s moon」リリース
momosejazz okhazamaband Tunecore配信